# 硒酸钆
硒酸钆是一种无机化合物，化学式为Gd2(SeO4)3，存在无水物和八水合物。八水合物加热至130℃转变为无水物。

## 制备
硒酸钆可由氧化钆和硒酸溶液反应，结晶得到。